# Ljubljanske novice
Ljubljanske novice: slovenski elektronski časopis (COBISS) je slovenski spletni medij, ki je nastal leta 1995 na ljnovice.com. Zagnalo ga je ljubljansko podjetje M'TAJ časopisno, založniško, marketinško podjetje, d.o.o. v lasti Janeza Temlina, ki je bilo septembra 2006 izbrisano iz sodnega registra.
V letu 1998 je po raziskavi RIS98 o branosti online dnevnih novic zaostajal za spletnimi stranmi tradicionalnih medijev, vendar z ostalimi spletnimi novičarskimi stranmi od njih prevzemal specifične skupine mlajših uporabnikov.
Zdaj je na ljnovice.si komercialni blog s tem imenom, katerega urednik je Janez Temlin, lastnik te domene.